# Dinastija Pili
Dinastija Pili (kuća Pili, loza Pili; havajski jezik: Hale o Pili) bila je havajska kraljevska obitelj iz koje je potekla dinastija Keawe.
Dinastiju je osnovao kralj otoka Havaji, poglavica Pilikaaiea (Pili), čiji su roditelji bili Laʻau i Kukamolimaulialoha. Prema mitu, Pili je bio potomak poglavice Ulua, čiji je brat bio poglavica Nanaulu. Pili je rođen na Tahitiju, ali je došao na Havaje i svrgnuo tamo kralja Kapawu te je postao kralj i osnivač nove dinastije. Oženio je svoju sestru Hinu.
Pilija je naslijedio praunuk, Kukohou. (Prema jednom pojanju, Kukohou je bio Pilijev sin.)

## Vladari dinastije Pili
- Pilikaaiea (osnivač)
- Kukohou
- Kaniuhu
- Kanipahu, muž Hualani
- Kalapa

- Kahaimoelea
- Kalaunuiohua
- Kuaiwa
- Kahoukapu
- Kauholanuimahu
- Kihanuilulumoku
- Liloa
- Hākau
- ʻUmi-a-Liloa
- Kealiiokaloa
- Keawenuiaumi
- Kaikilani, kći Kukailanija
- Keakealanikane
- Keakamahana
- Keakealaniwahine
- Keaweikekahialiʻiokamoku (dinastija Keawe)